# Find Nemo
Find Nemo (engelsk: Finding Nemo) er en Oscarbelønnet animationsfilm produceret af Pixar Animation Studios, og udgivet i 2003 af Walt Disney Pictures. Find Nemo er Pixars 5. film.

## Plot
Filmen Find Nemo handler om den overbeskyttende klovnfisk Marlin, der må svømme gennem havet for at finde sin søn, Nemo, der er endt i et akvarium hos en tandlæge i Sydney. Undervejs får han hjælp af kirurgfisken Dory, der lider af manglende korttidshukommelse. På deres vej mod Nemo møder de tre hajer, gobler, en gruppe skildpadder, en hval og en pelikan, før de til sidst finder Nemo.

## Medvirkende
| Rolle       | Original stemme    | Dansk stemme             |
| ----------- | ------------------ | ------------------------ |
| Marlin      | Albert Brooks      | Troels Lyby              |
| Nemo        | Alexander Gould    | Frederik Stadager Larsen |
| Dory        | Ellen DeGeneres    | Mette Lisby              |
| Gælle       | Willem Dafoe       | Lars Bom                 |
| Bruce       | Barry Humphries    | Poul Glargaard           |
| Crush       | Andrew Stanton     | Niels Olsen              |
| Nigel       | Geoffrey Rush      | Finn Storgaard           |
| Hr. Rokke   | Bob Peterson       | Niels Ellegaard          |
| Clara       | Elizabeth Perkins  | Anette Støvelbæk         |
| Kugle       | Brad Garrett       | Dick Kaysø               |
| Anker       | Eric Bana          | Henrik Koefoed           |
| Chum        | Bruce Spence       | Thomas Mørk              |
| Boble       | Stephen Root       | Lars Hjortshøj           |
| Liv/Gro     | Vicki Lewis        | Sonja Oppenhagen         |
| Gurgle      | Austin Pendleton   | Søren Fauli              |
| Petra       | Allison Janney     | Ulla Jessen              |
| Bo          | Phil Proctor       | Søren Sætter-Lassen      |
| Fin         | Carlos Alazraqui   | Peter Secher Schmidt     |
| Tim         | Jim Ward           | Peter Zhelder            |
| Månefisk    | John Ratzenberger  | Peter Røschke            |
| Tandlæge    | Bill Hunter        | Claus Bue                |
| Darla       | LuLu Ebeling       | Thea Iven Ulstrup        |
| Perle       | Erica Beck         | Anna Christiansen        |
| Teis        | Jordan Ranft       | Stefan Geweke            |
| Sofus       | Erik Per Sullivan  | Jonatan Rangan Buhring   |
| Strint      | Nicholas Bird      | Jarl Thiesgaard          |
| Jacques     | Joe Ranft          | Jacque Lauritsen         |
| Kyllingfisk | Katherine Ringgold | Tillie Bech              |

I øvrigt medvirkende
- Lasse Lunderskov
- Vibeke Dueholm
- Lue Støvelbæk
- Sophie Larsen
- Allan Olsen
- Lars Thiesgaard

## Produktion
Tekst mangler, hjælp os med at skrive teksten

## Modtagelse
Tekst mangler, hjælp os med at skrive teksten
Filmen vandt en Oscar for bedste animationsfilm, ved Oscaruddelingen 2004.